# Comando Militar de la Amazonia
El Comando Militar de la Amazonia (en portugués Comando Militar da Amazônia, CMA) es un comando del Ejército Brasileño con sede en Manaos.
Su jurisdicción geográfica comprende los estados de Amazonas y Pará.

## Historia
Fue creado el 27 de octubre de 1956 por el decreto presidencial n.º 40 179 con sede en Belém. Su jurisdicción comprendía los estados de Amazonas, Pará, parte norte de Goiás, parte de Mato Grosso y los territorios federales de Amapá, Río Branco y Guaporé.

## Organización
La estructura orgánica del Comando Militar de la Amazonia es la que sigue a continuación:
- Comando Militar de la Amazonia.
  - 12.ª Región Militar.
  - 1.ª Brigada de Infantería de Selva.
  - 2.ª Brigada de Infantería de Selva.
  - 16.ª Brigada de Infantería de Selva.
  - 17.ª Brigada de Infantería de Selva.
  - 2.º Agrupamiento de Ingeniería.